# Missão Impossível - Nação Secreta
Mission: Impossible – Rogue Nation (bra: Missão Impossível - Nação Secreta, ou Missão: Impossível – Nação Secreta; prt: Missão Impossível - Nação Secreta) é um filme norte-americano de 2015 dirigido por Christopher McQuarrie, com roteiro de Drew Pearce e do próprio diretor.
Este é o quinto filme da série Mission: Impossible e é estrelado por Tom Cruise, que reprisa seu papel como o Agente da IMF Ethan Hunt. As filmagens se iniciaram em 21 de agosto de 2014 em Viena, Áustria, e foram concluídas em 12 de março de 2015. 
Mission: Impossible – Rogue Nation teve sua première na Ópera Estatal de Viena na Áustria em 23 de julho de 2015 e foi lançado em 31 de julho de 2015 na América do Norte em IMAX.

## Enredo
O agente da IMF Ethan Hunt intercepta um carregamento de gás nocivo sendo transportado pelo Sindicato, uma organização secreta de agentes de campo desonestos de várias agências de inteligência que ele está rastreando. Mais tarde, em uma estação da IMF em Londres, a costumeiro informe de missão para Ethan é do próprio Sindicato, revelando que eles o comprometeram e á IMF.  Preso dentro de uma cabine de vidro, ele é forçado a assistir um homem desconhecido executando a agente da estação antes de ser deixado inconsciente com gás.
Em Washington D.C, o diretor da CIA Alan Hunley convence um comitê do Senado a desmantelar e anexar a IMF à CIA devido à recente destruição causada na Rússia. Os ex-agentes da IMF Benji Dunn e William Brandt começam a trabalhar para a CIA sob estrita vigilância devido às suspeitas de Hunley sobre a existência do Sindicato. Ethan acorda em uma câmara de tortura liderada pelo ex-agente da KGB Janik "Médico de Ossos" Vinter. Com a ajuda de uma mulher misteriosa, ele escapa. Seis meses depois, Hunt, que é um fugitivo procurado, secretamente passa informações sobre o Sindicato para Benji e consegue seus ingressos para Turandot, apresentado pela Ópera Estatal de Viena. Após a chegada de Benji em Viena, Ethan pede a ele para ajudar a rastrear o homem desconhecido que matou a agente da estação do IMF em Londres.
Na ópera, eles encontram a mulher que auxiliou Ethan, mais tarde revelada como uma agente disfarçada do MI6, Ilsa Faust, e vários outros agentes do Sindicato lá para assassinar o Chanceler da Áustria. Ethan salva o Chanceler e foge com Faust, apenas para testemunhar o Chanceler ser morto por um carro-bomba. Perseguidos por agentes do Sindicato, Ethan e Benji são forçados a deixar Faust para proteger seu disfarce. Por causa de sua proximidade com o assassinato do Chanceler, Hunley ordena que a Divisão de Atividades Especiais capture ou, se necessário, execute Ethan e Benji ao avistá-los. Brandt convence o ex-agente da IMF, Luther Stickell, a ajudá-lo a localizar Ethan e Benji antes que a CIA o faça. Enquanto isso, Ethan e Benji encontram Faust em Casablanca, onde ela identifica o homem suspeito de Ethan como o agente desertor do MI6, Solomon Lane, que agora é o líder do Sindicato. Os três então se infiltram em um cofre subaquático sob uma usina de energia, para recuperar um livro de registros digital roubado de Lane, que supostamente contém os nomes de todos os agentes do Sindicato. No entanto Faust foge com os dados para Londres e conhece seu manipulador, o diretor do MI6 Atlee, que discretamente exclui os dados e a força a continuar sua missão secreta.
Mais tarde, Benji e Ethan são encontrados por Stickell e Brandt, e é revelado que Benji fez uma cópia dos dados do livro de registros antes de entregá-los a Faust. Stickell descobre que os dados são uma pasta vermelha virtual criptografada do governo britânico que requer a biometria do Primeiro-Ministro do Reino Unido para desbloqueá-la. Todos viajam para Londres, mas os homens de Lane sequestram Benji durante o encontro da equipe com Faust na Estação Waterloo e o usam para chantagear Ethan para descriptografar e entregar os dados a ele. Apesar das objeções de Brandt, Ethan aceita a missão. Brandt secretamente revela sua localização para Hunley.
Em Oxford, Hunley, Brandt e Atlee encontram o Primeiro-Ministro, que confirma que o Sindicato era um projeto secreto proposto por Atlee para recrutar ex-agentes de inteligência de outros países e realizar missões em favor do Reino Unido sem supervisão, que o ministro rejeitou. Atlee se revela como Ethan em uma máscara; ele e Brandt obtem a biometria do ministro, permitindo que Stickell descriptografe os dados. Quando o verdadeiro Atlee chega, Ethan e Brandt o forçam a admitir que ele secretamente iniciou o Sindicato sem o conhecimento do Ministro antes que Lane se rebelasse contra ele, após o que Atlee tentou incriminar Faust.
O arquivo revela não ser uma lista de agentes do Sindicato, mas sim acesso a £ 2,4 bilhões, em várias contas pelo mundo. Ethan destrói os dados após deduzir que Lane planeja financiar o Sindicato por anos com o dinheiro. Chegando ao local de encontro organizado por Lane, Ethan encontra Benji, que está amarrado a uma bomba e usando um fone de ouvido e uma lente de contato com câmera para servir como porta-voz de Lane, ao lado de Faust. Ethan diz a Lane que memorizou os dados e se oferece em troca da segurança de Benji. Benji escapa depois que Lane desarma remotamente a bomba, enquanto Ethan e Faust são perseguidos pelos homens de Vinter pela Torre de Londres. Faust mata Vinter enquanto Lane, que persegue Ethan, é atraído para uma cela de vidro à prova de balas e fica inconsciente com gás. Tendo testemunhado o sucesso da IMF em primeira mão, Hunley retorna ao comitê do Senado e afirma que a reunião anterior serviu de pretexto para ajudar Ethan a expor e destruir o Sindicato, convencendo o comitê a restaurar a agência. Após a reunião, Brandt dá as boas-vindas a Hunley como o novo secretário da IMF.

## Elenco
- Tom Cruise como Ethan Hunt
- Jeremy Renner como William Brandt
- Simon Pegg como Benji Dunn
- Ving Rhames como Luther Stickell
- Sean Harris[5] como Solomon Lane
- Rebecca Ferguson como Ilsa Faust
- Alec Baldwin como Alan Hunley[6]
- Simon McBurney como Diretor Attlee
- Tom Hollander como Prime Minister
- Zhang Jingchu como Laurel

## Produção
Em dezembro de 2011, Simon Pegg deu a entender que ele e Tom Cruise estavam interessados em retornar em um quinto filme Missão: Impossível. A Paramount também foi relatada estando interessada em produzir rapidamente o quinto filme, devido ao grande sucesso de Protocolo Fantasma. Bird declarou que provavelmente não retornaria para dirigir um quinto filme, mas Tom Cruise estava confirmado. Em agosto de 2013 foi confirmado que Christopher McQuarrie dirigiria Mission Impossible 5. O título oficial do filme foi anunciado em 22 de março de 2015 pela Paramount, junto com o primeiro pôster e teaser trailer da produção.
As filmagens começaram em agosto de 2014, incluindo locações como Viena, na Áustria, e Rabat, Agadir e Casablanca, no Marrocos. Posteriormente, mais filmagens foram feitas no país, incluindo no Estádio de Marrakesh, e no Casbá dos Oudaias.
Depois de mais de um mês de filmagens na Áustria e no Marrocos, a produção começou a filmar em Londres, em 28 de setembro. Depois de mais algumas filmagens em Monaco, Cambridgeshire, e Southampton Water, as filmagens encerraram em 12 de março de 2015, o que foi confirmado pelo próprio diretor do longa.

### Trilha sonora
Em 19 de setembro de 2014, o compositor Joe Kraemer foi contratado para fazer a trilha sonora do filme.

## Lançamento
Originalmente, a Paramount Pictures havia programado o lançamento de Missão: Impossible 5 para 25 de dezembro de 2015. Entretanto, em 26 de janeiro de 2015, a distribuidora alterou a data para 31 de julho do mesmo ano. Segundo o The Hollywood Reporter, o motivo foi evitar competição com filmes de dezembro como Star Wars: The Force Awakens e  Spectre. Em 13 de fevereiro de 2015, a Paramount e a IMAX Corporation anunciaram uma parceria para remasterizar o filme no formato IMAX e lançá-lo nos cinemas IMAX de todo o mundo no lançamento. A Paramount também fechou um acordo com a Lotte Group para que o filme seja lançado na Coreia em 30 de julho de 2015.

### Divulgação
O primeiro teaser trailer do filme foi lançado em 22 de março de 2015.

## Recepção pela crítica
O filme foi bem recebido pela crítica em geral. O site IMDB deu uma nota 7,9 e o site Rotten Tomatoes uma porcentagem de 92%. O crítico Lucas Salgado, do site de cinema brasileiro AdoroCinema deu uma nota 4 de 5 estrelas e disse que "o longa traz algumas das melhores sequências de ação da franquia. Na verdade, é até difícil falar em cenas de ação, uma vez que tudo parece uma longa cena de ação ininterrupta. Cruise continua demonstrando coragem (ou seria falta de noção?) ao realizar a maioria das sequências, sem a ajuda de dublês. Parece detalhe, mas passa uma sensação de verosimilhança". O crítico João Carlos Correia, do site de cinema brasileiro Observatório do Cinema, deu uma nota 4,5 de 5 estrelas e destacou a atuação do elenco, em especial de Rebecca Ferguson: "Afinal, mas não por último, vem Rebecca Ferguson. Quem a via apenas como o interesse romântico de Ethan Hunt, estava redondamente enganado. Sua personagem, Ilsa Faust, é, ao mesmo tempo, a bela e a fera, que não tem medo de Hunt, Lane e nem dos agentes da IMF ou dos capangas do Sindicato. Como agente, ela se iguala a Hunt e, por vezes, o supera. E isso também vale para a atuação de Rebecca em relação a Cruise. Ela consegue manter o público com a respiração suspensa, em expectativa e em dúvida: ela é do bem ou do mal? Sua personagem chega a lembrar a Viúva Negra, d’ Os Vingadores. Se, um dia e por algum motivo, Scarlett Johansson não for interpretar a agente Natasha Romanoff, a Marvel já sabe a quem chamar…".

## Sequência
Devido ao sucesso do filme, o estúdio Paramount Pictures anunciou oficialmente a sequência cujas filmagens tiveram início entre julho e agosto de 2016.